# Film V6 act IV -BALLAD CLIPS and more-
『Film V6 act IV -BALLAD CLIPS and more-』（フィルムブイシックスアクトフォー -バラッドクリップスアンドモア-）は、V6のクリップ集。2005年3月9日発売。発売元はavex trax。

## 概要
- 初回盤はチェンジ・ジャケット（全5種類）が封入されている。
- 3年ぶりのクリップ集。
- 「Film V6 act IV -DANCE CLIPS and more-」「Very best LIVE -1995〜2004-」と同時発売。

## 収録内容

### 本編映像
1. 恋のシグナル - Coming Century
2. メジルシの記憶
3. ちぎれた翼 - 20th Century
4. ありがとうのうた
5. 晴れ過ぎた空

### 特典映像
1. 2004 ミュージック・クリップ・メイキング 2
  1. ちぎれた翼 - 20th Century
  2. ありがとうのうた
  3. サンダーバード -your voice-